# Javier Salto Martínez-Avial
Javier Salto Martínez-Avial (Madrid, 15 de desembre de 1955) és un general espanyol pertanyent al Exèrcit de l'Aire del que ostenta la prefectura del seu Estat Major des del 31 de març de 2017. Pilot de caça i atac, també ha rebut instrucció com a controlador aeri avançat (FAC), suport aeri, seguretat en vol, alta gestió logística, fotointerpretació, proveïments i observador. Ha estat pilot instructor en el 462 Esquadró de caces Mirage F1 i compta amb la Diplomatura d'Estat Major dels Estats Units, convalidada a Espanya.

## Trajectòria
Va ingressar en l'Exèrcit de l'Aire l'any 1974, va ser alumne de la XXX promoció de l'Acadèmia General de l'Aire, aconseguint l'ocupació de tinent el 1978 i completant la seva formació com pilot de guerra a l'Escola de Reactors.
Va obtenir la seva primera destinació operativa en el 464 Esquadró de la Base Aèria de Gando, pilotant caces F-5A. El 1981, dins de la mateixa base, va passar al 462 Esquadró on va volar caces Mirage F1 com a pilot instructor fins a l'any 1993. Posteriorment, després de convalidar els seus estudis d'Estat Major realitzats als Estats Units, va ocupar un lloc en Estat Major de la Caserna General del Comandament Aeri de Canàries. El 1996 va ser enviat a la Caserna General de l'OTAN a Nàpols (AIRSOUTH) durant sis mesos. A l'any següent es va traslladar a l'Agencia de l'OTAN per a la gestió del Eurofighter i el Tornado (NETMA), situada a Múnic, en qualitat d'especialista en factors operatius del Programa Eurofighter 2000. Tres anys després se li va assignar un lloc en l'Oficina del Programa del Eurofighter 2000, en el Comandament de Suport Logístic de l'Exèrcit de l'Aire (MALOG).
En 2003 es va convertir en Coronel i va rebre el comandament de l'Ala 11, una unitat sota dependència operativa del Comandament Aeri de Combat (MACOM). També es va posar al capdavant de la base que alberga aquesta unitat situada, malgrat el seu nom, en el municipi sevillà d'El Arahal. En aquesta destinació, el coronel Javier Salto va tenir al seu càrrec caces Eurofighter 2000. Entre 2006 i 2008 va ser Director d'Operacions del Centre d'Operacions Aèries Combinades de l'OTAN n. 8 (CAOC 8), en la Base Aèria de Torrejón de Ardoz. En 2008 va ser nomenat general de brigada i es va fer càrrec de la Subdirecció de Gestió de Material del MALOG. A l'any següent se li va designar cap del Programa Eurofighter 2000. Va acudir, en qualitat de representant espanyol, al Comitè Internacional de Directors d'aquest Programa (BOD) convertint-se en el seu Chairman.
En 2011, ascendit a general de divisió, rep la Direcció de Sistemes d'Armes del Comandament de Suport Logístic de l'Exèrcit de l'Aire. També va ser representant espanyol en el Comitè Director Internacional del Programa Eurofighter 2000, i en el Comitè de direcció del Programa A400. En 2012 es va encarregar de la Prefectura del Comandament Aeri de Canàries i tres anys més tard, ja com a tinent general, va ser designat director del Gabinet Tècnic del Ministre de Defensa.
El 31 de març de 2017 va rebre el comandament de l'Exèrcit de l'Aire, promogut a general de l'aire i va prendre possessió del seu càrrec el 3 d'abril. Javier Salto està casat, és pare de tres filles i també és avi.

## Condecoracions
- Gran Creu del Mèrit Aeronàutic (Distintiu Blanc).
- Gran Creu Fidélitas.
- Gran Creu de la Reial i Militar Orde de Sant Hermenegild.
- Placa de la Reial i Militar Orde de Sant Hermenegild.
- Encomienda de la Reial i Militar Orde de Sant Hermenegild.
- Cruz de la Reial i Militar Orde de Sant Hermenegild.
- Cruz al Mérito Militar (Distintiu Blanc).
- Creu al Mèrito Naval (Distintiu Blanc).
- Creu del Mèrit Aeronàutic (Distintiu Blanc). Dos cops.
- Medalla del Servei Meritori dels Estats Units.
- Medalla OTAN.
- Creu de Plata de l'Orde del Mèrit de la Guàrdia Civil. Dos cops.
- Creu al Mèrit Policial (Distintiu blanc).